# قانون فرانك-ستارلينغ للقلب

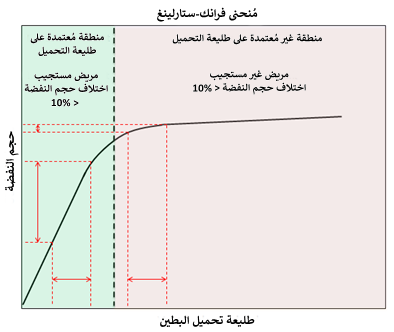

قانون فرانك-ستارلينغ للقلب (يعرف كذلك باسم قانون ستارلينغ) ينصّ أن حجم الضربة في القلب يرتفع عندما يرتفع حجم الدم الذي يملأ القلب (حجم نهاية الانبساط) عند ثبوت باقي المعايير. ارتفاع حجم الدم يمدّ الجدار البطيني، مما يجعل عضلة القلب تتقلص بقوّة أكبر (المشهور باسم آلية فرانك ستارلينغ). قد يرتفع حجم الضربة أيضًا نتيجة لتقلّص أقوى لعضلة القلب خلال ممارسة الرياضة، بغض النظر عن حجم نهاية الانبساط.

## فيزيولوجيا
عند امتلاء القلب بدم أكثر من المعتاد، ترتفع قوة تقلّص عضلة القلب.

## تاريخ
أُطلق اسم هذا القانون نسبة لعالمي الفيزيولوجيا، الألماني أوتو فرانك والإنجليزي إرنست ستارلينج، اللذان وصفاه للمرة الأولى سنة 1912.